# Публий Виниций
Пу́блий Вини́ций (лат. Publius Vinicius; умер после 20 года) — политический деятель эпохи ранней Римской империи, ординарный консул во 2 году.

## Биография
Его отцом был консул 19 года до н. э. Марк Виниций. 
В правление императора Октавиана Августа (между 27 годом до н. э. и 14 годом н. э.) Публий Виниций находился на посту легата-пропретора Македонии и Фракии. Одним из военных трибунов, служивших под его началом, был известный римский историк Веллей Патеркул. Во 2 году Виниций занимал должность ординарного консула вместе с Публием Альфеном Варом. В 8—9 годах он, предположительно, в качестве проконсула, управлял провинцией Азия. В 20 году Виниций отказался защищать в суде Гнея Кальпурния Пизона, обвиняемого в убийстве Германика. Считался блестящим оратором.
Его сыном был консул 30 года Марк Виниций.